# Буков сечко
Буков сечко (Morimus funereus), наричан също маслар, е бръмбар от семейство Сечковци, срещащ се и в България.
Някои автори разглеждат Morimus funereus като подвид на Morimus asper, при което научното му название става Morimus asper funereus.

## Описание
Тялото е тънко и издължено с размери 1,6 – 3,8 cm. Цветът на тялото е сивосин с четири черни петна на елитрите. Мъжкият е с по-дълги антени от самото тяло.
Окраската му има защитна функция наподобявайки шарките на кората на бука, върху който често се намира. Друг вид сечко – Rosalia alpina, също обитава буковите гори и затова има много подобна окраска. Това е пример за конвергентна еволюция – процес при който неродствени видове придобиват еднакви белези заради сходни характеристики на средата в която живеят. Rosalia alpina се отличава с по-издълженото си тяло, силно удебелени и окосмени крайчета на членчетата на антените и наличието на три черни петна на всяка елитра вместо две, както е при буковия сечко.

## Разпространение
Разпространен е в Централна и Югоизточна Европа. Среща се в цяла България.

## Начин на живот и хранене
Среща се предимно в букови и дъбови гори, но също и при други широколистни и иглолистни видове. Ларвата се храни с гниещата дървесина на болни и паднали дървета. Имагото не може да лети, а само ходи и местата където може да се срещне са строго локализирани. Обикновено това са места във вътрешността на горските екосистеми. Активен е предимно вече и нощем. Имагото се храни с дървесни сокове на наранени дървета.

## Размножаване
Ларвата се развива 3 – 4 години, а имагото може да живее до повече от година. Възрастните индивиди се появяват най-вече през април – август.